# Pont-canal d'Ayguesvives
Le pont-canal d'Ayguesvives ou de Ticaille est un des nombreux ponts de ce type du canal du Midi. Il enjambe le petit ruisseau « Ru Amadou » à Ayguesvives (Haute-Garonne).

## Histoire
Ce pont-canal est pensé sur le modèle des aqueducs « nouveau dessein » ou « dessein réformé » de Vauban et interprété par les ingénieurs Niquet, Cailus et Minet. Il est construit  de 1687 à 1689 par Dominique Gillade pour éviter l'envasement du canal par l'Amadou, affluent de l'Hers-Mort.
L'ouvrage est presque intact, malgré d'importantes réfections au XIXe siècle telles que le remplacement du parapet du pont côté canal par un garde-fou métallique. Ces travaux n'ont pas modifié son allure générale.

## Protection
L'aqueduc avec ses puits d'entrée et de sortie et le pont de halage en aval du puits de sortie sont inscrits au titre des monuments historiques depuis 1998.